# Calheta (Capo Verde)
Calheta è una cittadina capoverdiana situata nella Contea di Maio. È situata 11 chilometri a nord di Vila do Maio e 6 chilometri più a nord di Morro. Nel 2010 aveva 1 556 abitanti facendone la seconda città più popolata dell'isola.

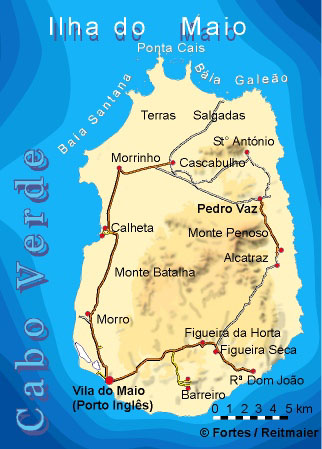
Calheta nell'isola do Maio